# Cantone di Herbault
Il Cantone di Herbault era una divisione amministrativa dell'arrondissement di Blois.
È stato soppresso a seguito della riforma complessiva dei cantoni del 2014, che è entrata in vigore con le elezioni dipartimentali del 2015.
Comprendeva i comuni di:
- Averdon
- Chambon-sur-Cisse
- Champigny-en-Beauce
- La Chapelle-Vendômoise
- Chouzy-sur-Cisse
- Coulanges
- Françay
- Herbault
- Lancôme
- Landes-le-Gaulois
- Mesland
- Molineuf
- Monteaux
- Onzain
- Orchaise
- Saint-Cyr-du-Gault
- Saint-Étienne-des-Guérets
- Santenay
- Seillac
- Veuves
- Villefrancœur